# 하얀 눈
〈하얀 눈〉(일본어: 白い雪 시로이유키[*])는 일본의 가수인 쿠라키 마이의 스물다섯 번째 CD 싱글로 2006년 12월 20일에 기자 스튜디오에서 발매됐다.
노래는 요미우리 TV 닛폰 TV계 애니메이션 《명탐정 코난》 닫는 곡이다.

## 수록곡
1. 하얀 눈(白い雪) (4:45)
  - 작사: 쿠라키 마이, 작곡: 오노 아이카, 편곡: 이케다 다이스케
2. 구상의 끝에...(想いの先に...) (4:36)
  - 작사: 쿠라키 마이, 작곡: Yoko Blaqstone, 편곡: Yoko Blaqstone

| TV 애니메이션 《명탐정 코난》 닫는 곡 2006년 12월 4일 (459화) ~ 2007년 4월 23일 (470화) |                         |                                                   |
| 이전 곡: 카미키 아야 〈이제 너만은 놓치지 않을 거야〉                                   | 쿠라키 마이 〈하얀 눈〉 | 다음 곡: 시즈쿠사 유미 〈I still believe ~한숨~〉 |